# ビバリー・クラッシャー
ビバリー・クラッシャー(Beverly Crusher)はアメリカのSFテレビドラマ『新スタートレック』に登場する架空の人物。本作における中心人物の一人。2324年生まれ。ゲイツ・マクファーデンが演じた。日本語吹替版の声優は一城みゆ希。
第2シーズンはマクファーデンが出演出来なかったため、ダイアナ・マルドア演じるキャサリン・ポラスキーが出演した。

## 人物

### 新スタートレックおよび劇場版映画
階級は中佐。 U.S.S.エンタープライズD、およびU.S.S.エンタープライズEの医療主任を務める。TNG第2シーズンではマクファーデンの都合上、地球の宇宙艦隊医療本部に転属したとの設定で一旦降板したが、第3シーズン以降復帰する。
船医としては艦の指揮官の資格を持つ「中佐」という異例の階級。船医ながらピカード艦長、ライカー副長、データ第2副長に次いで、U.S.S.エンタープライズDにおける第4位の指揮権を有する。夜勤シフトや主要クルー不在時などではブリッジの艦長席に座ることもしばしば。行動力のある「強い女性」といったキャラクターである。可能性の未来においては大佐に昇格し、U.S.S.パスツールの艦長を務める。またその未来においてはピカード艦長と結婚後、離婚していることになっている。
ピカード艦長とは少尉時代からの旧知の仲で、一緒に朝食を摂ったりする他、彼のプライベートな相談にのることもある。夫のジャック・クラッシャーはジャン＝リュック・ピカードのU.S.S.スターゲイザー艦長時代に副長を務めたが、2354年に上陸任務中に殉職。ビバリーは夫の遺志を継ぐべく宇宙艦隊勤務を志願し、息子のウェスリー・クラッシャーもU.S.SエンタープライズDに同乗させる。
ゲイツは「彼女は医者でウェスリーの母。ただそれだけなのよ」と語っている。これはキャラクター設定の項にそのままの設定が書かれていたからで、それ以上でもそれ以下でもない、ただの乗組員でしかない状態を物足りないと感じたかららしい。

### スタートレック:ピカード
2401年時点では艦隊を辞めて民間の医療船S.S.エレオスXII NAR-59019の船長となり、友人たちとは連絡を絶っている。ピカードには知らせずに、彼との間に息子ジャックをもうけている。 宇宙艦隊を含む数々の勢力がジャックを狙い、自船を襲撃されたためピカードに救助を求める通信を秘密裏に送る。U.S.S.タイタン内に潜んでいた可変種が、固形種を正確に模倣する進化を遂げていたことを発見する。ジャックがピカードと同じイルモディック症候群の末期にあることを明かす。後に、ジャックもピカードもボーグの埋め込んだ遺伝子の発現により、イルモディック症候群と似た症状を示していたことを発見する。ジャックはこの遺伝子により、他人を操る能力を保有している。艦隊に浸透した可変種がボーグと組んでボーグ遺伝子を転送装置利用者に組み込み、発現させ同化して反乱を起こさせ、全艦隊をも同化する事件を目撃し、かつての仲間達と逃亡する。エンタープライズ-Dで木星に隠れたボーグ・キューブ内で同化されたジャックの位置を特定し、ピカードによる奪回を助ける。同化が解けて危機が回避されたのちは、提督(階級章は准将)として艦隊の医療部門を率い、ボーグ遺伝子の削除と可変種の逮捕を指導する。危機の1年後、ジャックが少尉となり、エンタープライズ-Gと改名されたタイタンに搭乗するのを見届ける。
1. ↑  カスペリア・プライムに訪問した際に妊娠したとのこと。
「ネメシス」小説版冒頭ではU.S.S.タイタンへ異動するライカー、トロイと同時に、宇宙艦隊医療部へ異動しエンタープライズを去る予定とされていた。